# Latiromitra paiciorum
Latiromitra paiciorum là một loài ốc biển, là động vật thân mềm chân bụng sống ở biển trong họ Ptychatractidae.